# Anomalomma rhodesianum
Anomalomma rhodesianum är en spindelart som beskrevs av Roewer 1960. Anomalomma rhodesianum ingår i släktet Anomalomma och familjen vargspindlar.
Artens utbredningsområde är Zimbabwe. Inga underarter finns listade i Catalogue of Life.